# San José de Minas
San José de Minas (más conocida como Minas) es una parroquia rural del Distrito Metropolitano de Quito, está ubicado aproximadamente a menos de dos horas de la zona urbana de Quito a unos 80 kilómetros en la zona norcentral de la provincia de Pichincha, Ecuador.

## Historia
La localidad debe su nombre a las antiguas canteras y minas presentes en la zona, territorio habitado en la época aborigen por caranquis. Durante la época colonial y siglo XIX de la etapa republicana, destacó la producción de caña de azúcar y aguardiente que era distribuido en la ciudad de Quito.
Minas fue declarada como parroquia el 14 de septiembre de 1870.
San José de Minas es una de las treinta y tres parroquias que conforman el Distrito Metropolitano de Quito.
Cuenta con extensión de 304 km², está ubicada en la parte norcentral de la provincia de Pichincha.
SITUACIÓN ASTRONÓMICA
Astronómicamente San José de Minas se encuentra a 78°,24•,30” de longitud Occidental y a 0 11 de longitud Norte
LIMITES DE LA PARROQUIA
Al Norte: Limita en la Provincia de Imbabura teniendo como límites al río Pataquí y los
Altos del nudo de la escalera.
Al Sur:     Las regiones de Neblí y los Reales perteneciente a San Antonio de Pichincha
Teniendo como límite al río de Guayllabamba.
Al Este:   Las regiones de los pueblos Atahualpa, Chavezpamba, teniendo como límite
Al río Pyganta y Cubi.
Al Oeste .La región de Intag perteneciente a la provincia de Imbabura cuyos límites son
Los ríos de Pamplona y Yurimaguas.

## Geografía
La parroquia está ubicada a 80 kilómetros de la ciudad de Quito, en un valle de la zona montañosa denominada Nudo de Mojanda Cajas y atravesada por el río Cubi, a una altura aproximada de 2440 m s. n. m., con un clima seco templado.
ALTITUD
Cuenta una variedad de pisos ecológicos ya que son altitud va desde 1800 a 2.500, la temperatura media en su parte baja, es de 22 °C y en el alto de 10 °C.
Esto le permite contar con una variedad de clima que va desde el subtropical hasta el frío del páramo (Cumalpí y Pirujo).
El centro poblado se halla a 2.448 m s. n. m. (metros sobre el nivel del mar), con una temperatura de entre 15 y 18 °C.
POBLACIÓN
Cuenta con una población aproximada de 14 000 habitantes. Datos que deberán conformarse en un próximo censo poblacional, ya que si bien muchos han emigrado a Quito, Otavalo u otros puntos fuera o dentro del país.
Otro hecho que debe destacarse en cuánto a la población es la existencia de plantaciones florícolas (Piganflor, Clarivel, Florisol, Green Paradese) ha generado plazas de trabajo para miles de jóvenes, padres y madres de familia, plazas de trabajo que se han convertido en el atractivo de gente, que vienen de otras provincias y parroquias. De esta manera en San José de Minas se ha iniciado, un proceso de emigración
(Regreso al campo)
De esta manera la población está asentándose en toda extensión de la geografía parroquial, dándose asentamientos poblacionales concentrados en torno a la cabecera parroquial y otros aliados, formando anillos poblacionales en los sectores periféricos
Desde la territorialidad política a este fenómeno se lo clasifica en barrios y recintos. Se denota, por lo tanto, la presencia de barrios centrales y periféricos.
Como barrios centrales se ubica a aquellos que están cerca al centro tomando como referencia el parque y la iglesia y que por su cercanía cuenta con una infraestructura básica (agua clorada y entubada, luz eléctrica, alcantarillado, teléfono). En esta condición se encuentra barrios como: San Francisco, Panamá, José Rigoberto
Herrera, El Centro,  14 de Septiembre, Santa Rosa, Morascocha, Irubi, Vía Quito, y la Chonta.
Los barrios periféricos son aquellos que se encuentran distante del parque central y de la iglesia, y que justamente por la distancia la infraestructura llega más tarde aún no ha llegado. En esta situación se encuentran barrios como: Acsilla, Alance, Anagumba, la Calera. La Merced, Playa Rica, El Meridiano, La Playa, Sta. Marianita, La Cocha. Centro Poblado, Chirimoyo.
Como remencionados: Barrio Nuevo, Quitzaya, Jatumpamba, Chirisacha, Minas Chupa, Padre Chupa, Motilón Chupa, San Carlos, Naranjal, Bellavista.Por la inmensa extensión territorial de la zona se observa que los barrios como Meridiano Playa Rica son política y administrativamente parte legal de San José de Minas, pero sus actividades comerciales por cercanía y por vías de acceso, más que se lo realiza con Otavalo, Nanegal, Nanegalito.
Paradójico parecería ser, que por la cantidad de ruinas arqueológicas encontradas en el sector su población, en su mayoría sería eminentemente indígena, sin embargo la realidad demuestra que sus habitantes son de componente mestizos contando con comunidades como Anagumba, La Cocha, Minas Chupa, Chirisacha, Jatumpamba, como puntos de asentamiento indígena las mismas que se encuentran a una distancia significativa del centro poblado.

## Agricultura
EN LO AGRARIO
Se ha mantenido el arado de pala, sombrero, botas, caballo que son parte sustancial de la ruralidad.  La visión moderna introdujo dos hechos.
1.- Una visión del suelo desde la óptica del mercado diversificándose de esta manera el cultivo en función del comercio y la rentabilidad, de allí, que las plantaciones florícolas, el cultivo del tomate de árbol respondan a esta lógica.
2.- A los elementos agropecuarios tradicionales se ha incorporado el tractor, los fungicidas y ciertos procesos tecnológicos.
LA MINGA
La minga que surcó por muchos años para las faenas agrícolas, apertura, mantenimiento de caminos vecinales, en el centro poblado, actualmente se le utiliza para la fundición de losa de una vivienda.
LA FERIA
Antiguamente se lo entendía como el lugar del trueque a la actualidad se ha desarrollado del sistema del mercado buscando la modernización y eficacia en su servicio a la comunidad
Destacan el cultivo de nísperos, aguacates, chirimoyas y mortiños, guayaba, motilon,  así como de caña de azúcar.
Sobresale además la siembra y cosecha de morochillo (maíz duro), que se destina a los planteles avícolas de la vecina parroquias, También se cultivan maíz suave, choclo, fréjol, el zapallo, el zambo, zanahoria blanca, camotes y pastizales destinados a la ganadería lechera.

## Turismo
Sobresalen las ruinas arqueológicas preincásicas asentadas en Alance, las Tolas de Pirca, Las Terrazas de Ili, las Tolas en Jatumpamba, San Vicente, Pirámides, Terrazas y Tolas en Las Palmas, La Costa, Zona Palma Real, Pirámide Truncada de Tomacucho, etc.
La edificación del Templo Parroquial, que gracias a la fe, devoción de sus habitantes a la Virgen de la Caridad, no les importó lluvia o sol ni la dimensión del tiempo para construir, ese majestuoso templo que es la fortaleza de la convicción de su apego a la fe católica.
La construcción de balnearios de aguas termales que les dan más vida y movimiento a los habitantes de esta zona.
Podemos destacar: La Piscina Olímpica Temperada del Estadio de la Localidad que cuenta con Sauna, Turco, Hidromasaje, Polar, etc.
Las Termas de Don Villacres Cubi.
El Cubi.- Usted encontrará piscinas, áreas verdes restaurante zona de Pesca Deportiva ubicado en el sector de Cubi.
Complejo turístico Saavi: hospedaje salón de convenciones, canchas deportivas, piscinas ubicadas en el sector de Cubi.
Aguas Termales La Calera.
En la Calera también puede disfrutar de piscinas de agua Termal hospedaje salón de convenciones, canchas deportivas, etc.
La Cocha piscinas de agua termal y cascadas de agua fría de páramo.
En Ascilla encontrará piscinas, áreas verdes restaurante zona de pesca deportiva ubicado en el sector Ascilla Chico.
Se Practica deportes de Aventura y Full Adrenalina como el DH o Downhill, Parapentes y Vuelos Bi-Plaza, Enduro (motos), Cabalgatas, Sedentarismo, Camping, etc.
Minas, cuenta con la Reserva Ecológica de Las Palmas, Cambugán, los páramos de Cumalpí, Pirujo, el Mirador, los altos del Mojanda y el Ninamburo que le ponen un toque especial al hábitat natural, pudiendo desarrollarse un turismo a caballo que les permitirá disfrutar del paisaje andino.
Chirisacha Camping y pesca deportiva.
Encontramos También un sinnúmero de Cascadas en la parte de Chirisacha, Cumalpí, Ascilla, Anagumba, La Cocha, etc.
Contamos con Hospedaje, Restaurantes, Huecas de Diversidad de Comidas y Servicio de Compañías de Camionetas de Alquiler y compañía de Taxis, para su fácil movilidad.
En este paseo por San José De Minas pueden observar el Trapiche, creador del famoso Puro (Trago) y Degustar nuestra Autóctona bebida el Canario.
FIESTAS POPULARES: FECHAS IMPORTANTES DE CELEBRACIÓN
19 de marzo.  Fiesta en honor al Patrono San José.
14 de septiembre: se levanta la bandera verde y blanca emblema de la
Parroquia y se entona su himno que da cuenta de un año más de fundación civil
así nació San José de Minas con fuerza, con honor con corazón y con hidalguía
a cuya Parroquia le pusieron este nombre por los siguientes argumentos:
San José: unos argumentan que es honor al patronato San José, otros los que tienen a la lucha del padre José Antonio Calvache.Se dice que también se adquirió este nombre como una forma de agradecimiento de Don José Narváez propietario de la hacienda donde se asentó la nueva parroquia, lo cierto es que al ser un pueblo que nace inspirado a la fe católica, el nombre se debe ser en honor al Patronato San José.
Minas: porque en algunos lugares se dio la explotación de oro y plata y en otros sitios se explotaba cal con la cual se pintó la iglesia.
24 de Septiembre: Fiestas en honor a la Santísima Virgen de la Caridad, patrona del Santuario.
Normalmente las fiestas tienen una duración de ocho días y los organizadores se esfuerzan para que este año sea mejor que el anterior.

## Organización Territorial
La cabecera parroquial está conformada por los barrios Centro, Santa Anita, Vía Quito, Minas bajo, Panamá, San Francisco, Tablero, Fucusturo, Calera, Merced, Playa, Irubí, Chirimoyo, Alance, Ramoscunga, La Chonta, Santa Rosa, Tomacucho, Asilla, el Cala, Chanfanrro, Morascoha, 14 de septiembre, Rigoberto Herrera, Canales, Cocha, Quitsaya, Anagumba, Chirisacha, Minaschupa y Jatunpamba. En la zona de Palma Real las comunas Meridiano, Playa Rica, San Vicente, Naranjal, Palma Real, San Carlos y Barrio Nuevo.
QUE SE DESTACAN EN LAS FESTIVIDADES
-   La procesión expresión de Vocación Católica.- Lo más importante para todo el pueblo con una vocación religiosa es la consabida procesión que se lo realiza por las calles de la parroquia, donde se entonan cánticos religiosos en honor ala patronato San José o la patrona Santísima Virgen de la Caridad a quiénes se les pide que se les conceda Salud y protección, este gesto se lo realiza con la misma en donde el Santuario luce lleno de gente devota.
-	La Posta Atlética Quito - San José de Minas: Es un evento realizado por la asociación de Mineños residentes en Quito que se realiza cada 14 de Septiembre para buscar un reencuentro de quienes viven en la ciudad pero tienen sus raíces en la Parroquia, los mismos que van llevando mensajes de grandeza, desarrollo y prosperidad para la zona.
Evento rescatado por Paterson Flores Espinoza.
-	Pedaleando a San José De Minas:Es un evento realizado por Paterson Flores Espinoza, que se realiza una semana antes de las festividades del 19 de marzo,  para buscar un reencuentro de quienes viven en la ciudad pero tienen sus raíces en la Parroquia, aquí participan personas que les agrada el ciclismo y personas no videntes.
El Desfile del Chagra -: Es un concurso al cual vienen particulares de diferentes partes del país cada uno con la ilusión de ganar el concurso esforzándose cada año presentar mejores caballos de paso.
-	El Festival de Morochillo de Oro: Cuyo propósito es resaltar la riqueza del maíz - Duro que da la zona en muy buena calidad, recursos que se han permitido educar
A sus hijos.En gratificación se le rinde homenaje en donde artistas de todo el país - Se concentran en la Parroquia a disputarse el macizo de oro en forma de una mazorca
de morochillo.
-	La Rama de Gallos: Es una vieja tradición cuyo objetivo es donar de forma voluntaria a la iglesia un sinnúmero de aves con motivo de agradecer su labor espiritual desarrollada en beneficio de la Parroquia.
-	La Carrera de Caballos: En donde se pone de manifiesto la valentía y la hábilidad para manejar un caballo, ganará el más veloz, se realizan apuestas de acuerdo a
A la capacidad de cada bolsillo
El Torneo de Cintas: Los organizadores colocan unas cintas con su respectiva argolla en un canuto de carrizo, en la misma que está escrito el nombre de la
persona que ha donado algún premio, entonces al jinete a un paso rápido tendrá que introducir la punta en la argolla y sino a rozado la cinta se hará acreedor al premio
donado por la persona cuyo nombre consta en la cinta.
Los Toros Populares: Las corridas de toros tienen como actor principal al afiliado al pueblo, es un deporte peligroso por cuánto de una corrida corre el riesgo de sufrir una lesión grave e incluso perder la vida.
La Galleras: Se encuentra gente de todo el País cada delegación trae sus gallos, al final unos cuentan el dinero que han ganado y comparten con sus amigos unos tragos.
LA INFRAESTRUCTURA
APERTURA DE CAMINOS: El camino Minas- Quito construido en 1951 se suma la apertura de la vía Minas – Otavalo (1962)  contando de esta forma con dos polos importantes para la comercialización de productos. Para mediados de 1978 se abren caminos reinales desde el centro poblado a las comunidades (Jatumpamba, Anagumba, Asilla, Santa Rosa, La Chonta, Pirca, El Yunga, la Playa etc.).
De esta manera va tomando forma la intercomunicación vial de la Parroquia, sin embargo los habitantes empezaron a exigir mejoramiento de las calles fue así que en 1982, arovechando la inauguración de las XV olimpiadas ínter parroquiales se consigue el adoquinado de las calles principales de la población, en 1999 se concluyó la pavimentación que une Quito- Minas, actualmente se está adoquinando algunos barrios.
ALCANTIRILLADO Y AGUA POTABLE.- Para 1964 se inicia la canalización de las calles principales se dota por primera vez de agua entubada a la parroquia en la década de los 80 conjuntamente con el adoquinados se tecnifica las redes de alcantarillado y se mejora el servicio del agua y se dota a barrios como Acsilla, Jatumpamba, San Vicente, La Playa, el Meridiano etc. De lavanderías, servicios higiénicos, grifos de agua pública los mismos que en nuestros días se han eliminado para dar pasó a las acometidas a la propiedad privada
TENENCIA POLÍTICA
El teniente político es el representante del ejecutivo en la Parroquia siendo su jefe inmediato superior el jefe político del Cantón Quito.
El Teniente Político cuenta con un equipo de policías que garantizan el orden y la seguridad en la Parroquia.
EL SACERDOTE Y EL CUIDADO DE LA FÉ
Es el apóstol encargado de difundir los preceptos cristianos y religiosos es que el va a cuidar que sus hijos se enrumben, por el camino de la fe y el pueblo se mantengan fiel a Dios y a nuestra Santa Madre.
EL FRENTE DE SEGURIDAD
Trabaja por su comunidad, son voluntarios que entregan su tiempo libre para cuidar y dar seguridad al pueblo.
EL DILEMA DE LO TRADICIONAL Y LO MODERNO: LO QUE QUEDO SE INCORPORO O SE EXTINGUIÓ
Sin lugar a dudas que esa vida tranquila se vio alterada con el adrenamiento del progreso que trajo consigo un discurso a un estilo de vida propio de la modernidad.
En esa medida se dio una interacción social entre lo urbano y lo rural, entre lo moderno, y lo tradicional que trajo consigo un complejo tejido cultural que tendió a entre mezclarse, a confundirse o a ocultarse en la coexistencia social
EN LO RELIGIOSO
No sólo se ha mantenido su devoción religiosa sino que, con el nombramiento del Santuario
En la devoción por la Santísima Virgen y por el Patrono San José se han multiplicado, han crecido los milagros recibidos por la gente que de diferentes puntos del país llegan a agradecerles.
LOS PRIOSTES
Sobresalen los priostes del Corpus Cristo, los priostes de la Virgen de la Caridad, los priostes de San José, los priostes de Navidad, los mismos que para venerar su devoción religiosa prepara verdaderas fiestas parroquiales, en las cuales no deben faltar el castillo, la banda, la chamizas, así como los canelazos.
EN SU LENGUAJE
Los jóvenes de ahora acoge la terminología urbana es frecuente ver a jóvenes recriminar a sus padres por la utilización de la partícula CA o PES se pronunciaba movete pes en vez de muévete, que papelón voz ca en vez de que humillante o por utilizar curtos quichuismos como guagua yazca: como decir niño mimado.
Podemos decir que hay una de formación: suma de quichuismo y castellano en la pronunciación del idioma más no en la escritura, mientras que los jóvenes asumen el argot, la coba como algo propio y normal del lenguaje juvenil hace que por eje.  Son frecuentes palabras como man, hause, people, bye, bacan, huevón, del putisimas, etc.
LA VESTIMENTA
En el hombre el sombrero el poncho, pantalones de tela, su cabello largo que daban para realizar largas trenzas acompañada de un pañolón, faldas anchas y largas hasta topar los tobillos, se consideraba un pecado que la mujer se vista con una falda mostrando las rodillas, peor que lleve ropa apretada a su cuerpo era signo de provocación. Este modismo quedó para los ancianos y para los que habitan en los sectores distantes del centro poblado, actualmente la juventud se viste con ropa de marca, ropa apretada y provocativa o como se sienta más cómoda.
LA MÚSICA
La música preferida del mineño está asociada a los pasillos la tonada de yaraví, pasacalle, san juanito a dicho de los mayores “esta música expresa lo que dice el alma, no como la actual que es ritmo de locos” y se mantienen reacios a aceptar la nueva música peor con el rock que lo asocian con vagancia droga o delincuencia. Mientras los adultos llaman por ritmos de su tiempo los jóvenes se toman las pistas del coliseo de la Parroquia o se apoderan del equipo de sonido de su casa para imponer ritmos roqueros o de la “nueva ola”, generándose una contraposición de lo tradicional con lo moderno en cuánto a género musical.
LOS JUEGOS DEPORTIVOS Y RECREATIVOS
De la plaza del pueblo, la recreación se desplaza a los escenarios deportivos mantienen en el fútbol, él ecuavoley el atletismo y como aporte a la modernidad se incorpora el básquet, se mantiene también el juego de la trompos, mientras tanto juegos como las tortas las escondidas, las cogidas, las capachas, las bolas o canicas han quedado en los recuerdos del olvido.
En la recreación de los niños se ha dado un giro radical las rondas, el pan quemado, el puente se ha quebrado, la gallinita ciega etc. La modernidad creó el Nintendo, play2 o play3, entre otr@s, se opuso la programación televisera de los dibujos animados, la lucha libre, etc.los mismos que remplazaron esa convivencia social por una dinámica individual, poco creativa efectos que se verán en el comportamiento social las futuras generaciones.
ADIÓS LEYENDAS Y BRUJERÍAS
Los viejitos se quedaron sin público para contar historias y leyendas de tiempos idos, aquella cocina de leña que calentaba a la familia se la fue remplazándole por el tanque de gas, mientras mamá calentaba la merienda los demás de la casa se entretenían escuchando las historias contadas por sus padres o abuelitos, actualmente mientras mamá prepara la comida los demás de la casa se entretienen con la programación de la televisión, los Celulares, el Internet,  y Redes Sociales. De esta manera las leyendas e historia de brujas van desapareciendo como forma de comunicación oral y como forma de existencia mítico-religiosa.